# Hate Yourself With Style
Hate Yourself with Style är det sjätte musikalbumet av det svensk-norska hårdrocksbandet (industrial rap-metal) Clawfinger, utgivet 18 november 2005 av skivbolaget Nuclear Blast. En version av albumet (i begränsat upplaga) innehåller också  DVD med video-inspelningar från en konsert vid the Greenfield Festival samt video-klipp av olika Clawfinger-singlar.

## Låtlista
CD
1. "The Faggot in You" – 3:26
2. "Hate Yourself with Style" – 3:44
3. "Dirty Lies" – 2:58
4. "The Best & The Worst" – 3:48
5. "Breakout (Embrace the Child Inside You)" – 3:41
6. "Right to Rape" – 4:31
7. "What We’ve Got Is What You’re Getting" – 2:22
8. "Sick of Myself" – 3:22
9. "Hypocrite" – 3:04
10. "Without a Case" – 3:40
11. "God Is Dead" – 4:44

- Om man spolar tillbaka "The Faggot in You" ca 30sek innan introt kan man höra Jocke Skog som skrattar och några trummor.. Man kan även höra honom skratta på samma sätt under titelspåret, "Hate Yourself with Style".

DVD (limiterad utgåva)
- Clawfinger live Greenfield Festival

1. "Rosegrove"
2. "Nigger"
3. "Zeros & Heroes"
4. "Warfair"
5. "Don't Get Me Wrong"
6. "Recipe For Hate"
7. "Biggest & the Best"
8. "The Truth"
9. "Do What I Say"

- Clawfinger video-klipp

1. "Nigger (version 2)"
2. "The Truth"
3. "Warfair"
4. "Pin Me Down"
5. "Do What I Say"
6. "Tomorrow"
7. "Biggest & the Best"
8. "Two Sides"

## Medverkande
Musiker (Clawfinger-medlemmar)
- Zak Tell – sång
- Jocke Skog – keyboard, bakgrundssång, gitarr, basgitarr, programmering
- Bård Torstensen – kompgitarr, bakgrundssång
- André Skaug – basgitarr
- Henka Johansson – trummor

Bidragande musiker
- Erlend Ottem – sologitarr

Produktion
- Clawfinger – producent, ljudtekniker
- Jocke Skog – ljudtekniker, ljudmix, omslagsdesign
- Björn Engelmann – mastering
- Joakim Harju – layout
- Fredrik Ödman – omslagskonst
- Eva Svalfors – foto